# Breath (松尾一彦のアルバム)
『Breath』（ブレス）は、1990年9月25日に発売された松尾一彦通算2作目のスタジオ・アルバム。

## 解説
オフコース解散から1年後、MMGに移籍後初アルバム。前作『Wrapped Woman』での打ち込み中心のサウンドと一線を画すアコースティック志向の強い静かな曲で構成されている。
廃盤後は、再販の要望が多数寄せられていたが、発売から10数年もの間に原盤が散逸してしまっていたため、松尾自身が何とか探し出し、曲目やタイトルなど体裁を変えることで12cmCDシングル『There's no shoulder』として再販している。
この『Breath』発表後、フルアルバムの発売が企画されレコーディングまで行われながら、お蔵入りの憂き目に遭う（約10年後、『Yesterdays』というタイトルでStill Life Recordsより発売）。結局松尾は、『Breath』とオフコース期の楽曲も収録したベスト・アルバム『Being There』のみを残しBMGビクターへ移籍。ユニット『Everything She Wants』としての活動を始める。
因みに、当時の所属レーベルであるMOON RECORDS（MMG）は、オフコースと同じアパート和合ハイツに事務所を構えていた山下達郎が役員で、事務所・レーベルの社長は小杉理宇造が務めていた。オフコース解散後のMOON所属に、その縁が関係していたかまでは不明。
「There's No Shoulder」は、稲垣潤一に提供した「一人のままで〜There's No Shoulder〜」の英語詞によるセルフ・カバー。
「街」は、後に松尾がミニ・アルバム『せつなくて』でセルフ・カバーしている。

## 収録曲
全作曲：松尾一彦
1. Tenderly
  - 作詞：池永康記・松尾一彦
2. Breath of The Time（Instrumental）
3. There's No Shoulder
  - 作詞：Jimmy Compton
4. Mornin' 
  - 作詞：直枝政太郎
5. 街
  - 作詞：直枝政太郎